# Tracy Walker
Tracy Walker III (Brunswick, Georgia, 1 de febrero de 1995) más conocido como Tracy Walker, es un jugador profesional estadounidense de fútbol americano que se desempeña en la posición de safety en Detroit Lions, equipo de la National Football League (NFL).

## Carrera
Fue seleccionado en la tercera ronda en la Reunión Anual de Selección de Jugadores de la NFL de 2018. Hizo su debut profesional con el equipo Detroit Lions, donde lleva jugando seis temporadas.